# Lista de primeiras-damas de Santo André (São Paulo)
Esta é uma lista de primeiras-damas da cidade de Santo André, localizada no estado de São Paulo.
A atual titular do cargo é Jéssica Roberta Pereira, que responde desde 1.º de janeiro de 2025, casada com o prefeito Gilvan Junior, do PSDB.

## Titulares
| N°   | Titular                                    | Imagem                 | Prefeito                        | Início do Mandato        | Fim do Mandato         | Notas |
| ---- | ------------------------------------------ | ---------------------- | ------------------------------- | ------------------------ | ---------------------- | --- |
| 1.ª  | Maria Helena Garcia                        |                        | Décio de Toledo Leite           | 30 de novembro de 1938   | 20 de setembro de 1939 | [ 2 ] |
| 2.ª  | Virginia Cândida Ribeiro                   |                        | Armando Ferreira da Rosa        | 21 de setembro de 1939   | 17 de outubro de 1940  | [ 3 ] |
| 3.ª  | Ana Isabel de Carvalho                     |                        | José de Carvalho Sobrinho       | 18 de outubro de 1940    | 12 de março de 1947    | [ 4 ] |
| -    |                                            |                        | Alfredo Maluf                   | 18 de março de 1947      | 31 de dezembro de 1947 | |
| 4.ª  | Alice Ferreira Peake                       |                        | Antônio Fláquer                 | 1.º de janeiro de 1948   | 13 de março de 1951    | [ 5 ] |
| 5.ª  | Leticia Petronilha Barone                  |                        | Francisco Ângelo Antônio Barone | 14 de março de 1951      | 31 de dezembro de 1951 | [ 6 ] |
| -    |                                            |                        | Fioravante Zampol               | 1.º de janeiro de 1952   | 31 de dezembro de 1955 | |
| -    |                                            |                        | Pedro Dell'Antonia              | 1.º de janeiro de 1956   | 31 de dezembro de 1959 | |
| -    |                                            |                        | Oswaldo Gimenez                 | 1.º de janeiro de 1960   | 12 de outubro de 1961  | |
| 6.ª  | Crolinda Costa Silveira Sampaio            |                        | José Silveira Sampaio           | 13 de outubro de 1961    | 15 de janeiro de 1963  | Segunda-dama no cargo de titular, em virtude da posse de seu marido, então vice-prefeito no cargo de prefeito. |
| -    |                                            |                        | José Benedito de Castro         | 16 de janeiro de 1963    | 30 de janeiro de 1963  | |
| -    |                                            |                        | Clóvis Sidney Thon              | 31 de janeiro de 1963    | 23 de dezembro de 1963 | |
| 7.ª  | Lavínia Rudge Ramos Gomes                  |                        | Lauro Gomes                     | 1.º de janeiro de 1964   | 20 de maio de 1964     | [ 8 ] |
| -    |                                            |                        | Fioravante Zampol               | 20 de maio de 1964       | 31 de janeiro de 1969  | |
| 8.ª  | Maria Pires da Costa Brandão               |                        | Newton Brandão                  | 1.º de fevereiro de 1969 | 31 de janeiro de 1973  | [ 9 ] [ 10 ]                                                                                                   |
| 9.ª  | Leticia Beatriz Aguilar Santa Cruz Pezzolo |                        | Antonio Pezzolo                 | 1.º de fevereiro de 1973 | 31 de janeiro de 1977  | [ 11 ] |
| 10.ª | Maria do Carmo Peduto Grillo               |                        | Lincoln dos Santos Grilo        | 1.º de fevereiro de 1977 | 31 de janeiro de 1983  | [ 12 ] |
| 11.ª | Maria Pires da Costa Brandão               |                        | Newton Brandão                  | 1.º de fevereiro de 1983 | 31 de dezembro de 1988 | [ 9 ] [ 10 ]                                                                                                   |
| 12.ª | Miriam Belchior                            |                        | Celso Daniel                    | 1.º de janeiro de 1989   | 31 de dezembro de 1992 | [ 13 ] [ 14 ]                                                                                                  |
| 13.ª | Maria Pires da Costa Brandão               |                        | Newton Brandão                  | 1.º de janeiro de 1993   | 31 de dezembro de 1996 | [ 10 ] |
| 14.ª | Ivone Santana                              |                        | Celso Daniel                    | 1.º de janeiro de 1997   | 31 de dezembro de 2000 | [ 15 ] |
| 14.ª | Ivone Santana                              | 1.º de janeiro de 2001 | Celso Daniel                    | 18 de janeiro de 2002    |                        | [ 15 ] |
| 15.ª | Ana Maria Avamileno                        |                        | João Avamileno                  | 18 de janeiro de 2002    | 31 de dezembro de 2004 | Segunda-dama no cargo de titular, em virtude da posse de seu marido, então vice-prefeito no cargo de prefeito. |
| 15.ª | Ana Maria Avamileno                        | 1.º de janeiro de 2005 | João Avamileno                  | 31 de dezembro de 2008   |                        | |
| 16.ª | Denise Ravin                               |                        | Aidan Ravin                     | 1.º de janeiro de 2009   | 31 de dezembro de 2012 | [ 19 ] |
| 17.ª | Fátima Grana                               |                        | Carlos Grana                    | 1.º de janeiro de 2013   | 31 de dezembro de 2016 | [ 20 ] |
| 18.ª | Ana Carolina Serra                         |                        | Paulo Serra                     | 1.º de janeiro de 2017   | 31 de dezembro de 2020 | [ 21 ] |
| 18.ª | Ana Carolina Serra                         | 1.º de janeiro de 2021 | Paulo Serra                     | 31 de dezembro de 2024   |                        | [ 21 ] |
| 19.ª | Jéssica Roberta Pereira                    |                        | Gilvan Junior                   | 1.º de janeiro de 2025   | atualidade             | [ 22 ] [ 1 ]                                                                                                   |